# Ziemięcice

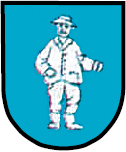
Nieoficjalny herb wsi Ziemięcice

Ziemięcice (niem. Ziemientzitz, 1935–1945 Ackerfelde O.S.) – wieś w Polsce, położona w województwie śląskim, w powiecie tarnogórskim, w gminie Zbrosławice.

## Nazwa
9 stycznia 1935 w miejsce tradycyjnej niemieckiej nazwy urzędowej Ziemientzitz wprowadzono ahistoryczną nazwę urzędową Ackerfelde O.S. 1 grudnia 1945 ustalono brzmienie polskiej urzędowej nazwy miejscowości na Ziemięcice, co potwierdzono 12 listopada 1946.

## Historia
Do głosowania podczas plebiscytu na Górnym Śląsku uprawnionych było w Ziemięcicach 436 osób, z czego 398, ok. 91,3%, stanowili mieszkańcy (w tym 393, ok. 90,1% całości, mieszkańcy urodzeni w miejscowości). Oddano 430 głosów (ok. 98,6% uprawnionych), w tym 428 (ok. 99,5%) ważnych; za Polską głosowało 296 osób (ok. 68,8%), a za Niemcami 132 osoby (ok. 30,7%). Mimo to wieś pozostawiono w granicach Niemiec.
W 1925 w Ziemięcicach mieszkało 817 osób, w 1933 – 1082 osoby, a w 1939 – 1165.
W latach 1975–1998 miejscowość należała administracyjnie do województwa katowickiego.

## Zabytki
W Ziemięcicach znajdują się zabytkowe ruiny kościoła pw. św. Jadwigi oraz zabytkowy spichrz.